# Норрис, Артур
Артур Б. Дж. Норрис (англ. Arthur B. J. Norris; XIX век — XX век) — британский теннисист, двукратный бронзовый призёр летних Олимпийских игр 1900.
На Играх 1900 в Париже Норрис соревновался только в двух турнирах — одиночном и парном. В первом состязании он дошёл до полуфинала, выиграв бронзовую медаль. Во втором, в паре с Гарольдом Махони, он снова выиграл бронзовую награду, став уже двукратным призёром.
После Игр Норрис принял участие в четырёх Уимблдонских турнирах — 1901, 1902, 1903 и 1904. Лучший его результат был второй раунд в трёх первых соревнованиях.